# Helmuth Hübener
Helmuth Hübener, född 8 januari 1925 i Hamburg, död 27 oktober 1942 i Plötzenseefängelset, var den yngste motståndskämpen som dömdes till döden av Volksgerichtshof i Nazityskland.
År 1941 började Hübener att lyssna till BBC:s radiosändningar, vilket var förbjudet i Nazityskland. Utifrån sändningarnas innehåll författade han flygblad med regimkritiskt innehåll. I februari 1942 angavs Hübener och greps av Gestapo. Han ställdes den 11 augusti samma år inför Folkdomstolen och dömdes till döden. Efter att ha fått sin dom sade Hübener till rätten:
| ” | Nu måste jag dö, trots att jag inte har begått något brott. Nu har min tur kommit, men även er tur kommer. | „ |